# Kocka

A kocka

A kocka (vagy szabályos hexaéder) egy térbeli geometriai alakzat, egy speciális téglatest. 6 négyzet alakú lapja és 12 egyenlő hosszúságú éle van, amelyek 8 csúcsban találkoznak. A négyzet térbeli megfelelője. Hasáb, szabályos test.

## Matematikai összefüggések
Egy {\displaystyle a} élű kocka esetén
| felszíne                 | {\displaystyle 6a^{2}\,}                  |
| térfogata                | {\displaystyle a^{3}\,}                   |
| beírható gömb sugara     | {\displaystyle {\frac {a}{2}}}            |
| köréírható gömb sugara   | {\displaystyle {\frac {{\sqrt {3}}a}{2}}} |
| éleit érintő gömb sugara | {\displaystyle {\frac {a}{\sqrt {2}}}}    |

## Szimmetriái
A kockának
- három négyfogású forgástengelye (szemben fekvő oldalak középpontjain át)
- négy háromfogású forgástengelye (testátlók)
- hat kétfogású forgástengelye (élfelező pontokon át)
- kilenc szimmetriasíkja
- egy szimmetriaközéppontja (középpont)

van.
Az identitást leszámítva a négyfogású tengelyek három-három, a háromfogású tengelyek két-két szimmetriát adnak. Összesen a kocka szimmetriacsoportjának 48 eleme van. Ez a kocka- vagy oktaédercsoport.

## Descartes-koordináták
Egy origó közepű, 2 élhosszú, a tengelyekkel párhuzamos élű kocka csúcsainak koordinátái:(±1, ±1, ±1), aminek belsejét azok az (x0, x1, x2) pontok alkotják, ahol −1 < xi < 1.

## Egyenlet R3-ben
A koordináta-geometriában az
(x0, y0, z0) közepű és 2a élhosszú kocka azokat az (x, y, z) pontokat tartalmazza, amelyekre:
{\displaystyle \lim _{n\to \infty }\left[(x-x_{0})^{n}+(y-y_{0})^{n}+(z-z_{0})^{n}-a^{n}\right]=0.}

## Mértani arányok

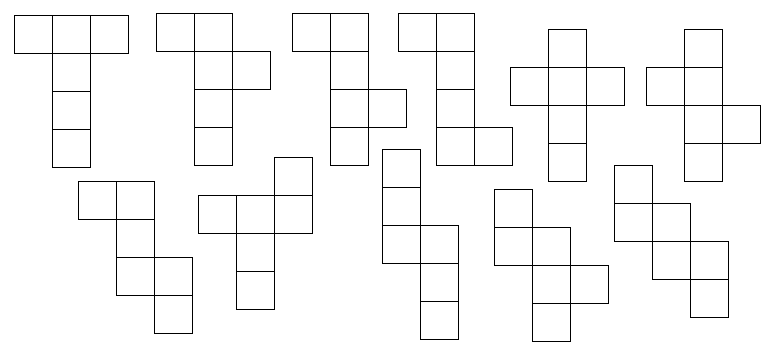
A kocka testhálói

A kockának 11 lényegesen különböző testhálója van, csak úgy, mint duálisának, az oktaédernek. A lapok színezéséhez legalább 3 szín kell.
A kocka az egyetlen szabályos test, amivel a tér hiánytalanul kitölthető. A szabályos poliéderek között egyedül neki vannak páros oldalszámú lapjai, így az egyetlen platóni test, ami zonoéder, vagyis aminek minden lapja középpontosan szimmetrikus.

### Kocka kontra oktaéder
- A kocka duális poliédere az oktaéder.

A kocka és az oktaéder segítségével további testek konstruálhatók, amiknek szintén az oktaédercsoport a szimmetriacsoportja:
- csonkított kocka, hat nyolcszög- és nyolc háromszöglappal
- kuboktaéder hat négyzet- és nyolc háromszöglappal.

A rektifikált kocka kuboktaéder. 
- csonkított oktaéder hat négyzet- és nyolc hatszöglappal

Kocka és oktaéder egyesítéseként kapható
- a rombododekaéder 14 csúccsal és 12 rombuszlappal
- Az egységnyi élhosszú kocka duális oktaéderének élhossza {\displaystyle {\sqrt {2}}}.

| Szimmetria: oktaéderes [4,3], (*432) | Szimmetria: oktaéderes [4,3], (*432) | Szimmetria: oktaéderes [4,3], (*432) | Szimmetria: oktaéderes [4,3], (*432) | Szimmetria: oktaéderes [4,3], (*432) | Szimmetria: oktaéderes [4,3], (*432) | Szimmetria: oktaéderes [4,3], (*432) | [4,3]+ (432) | [1+,4,3] = [3,3] (*332) | [1+,4,3] = [3,3] (*332) | [3+,4] (3*2)   |
| ------------------------------------ | ------------------------------------ | ------------------------------------ | ------------------------------------ | ------------------------------------ | ------------------------------------ | ------------------------------------ | ------------ | ----------------------- | ----------------------- | -------------- |
| {4,3}                                | t{4,3}                               | r{4,3} r{31,1}                       | t{3,4} t{31,1}                       | {3,4} {31,1}                         | rr{4,3} s2{3,4}                      | tr{4,3}                              | sr{4,3}      | h{4,3} {3,3}            | h2{4,3} t{3,3}          | s{4,3} s{31,1} |
|                                      |                                      |                                      |                                      |                                      |                                      |                                      |              |                         |                         |                |
| Az uniform poliéderek duálisai       |                                      |                                      |                                      |                                      |                                      |                                      |              |                         |                         |                |
| V43                                  | V3.82                                | V(3.4)2                              | V4.62                                | V34                                  | V3.43                                | V4.6.8                               | V34.4        | V33                     | V3.62                   | V35            |
|                                      |                                      |                                      |                                      |                                      |                                      |                                      |              |                         |                         |                |

A  Dih4 diéderszimmetriával a kocka topológiai kapcsolatban áll a 4.2n.2n uniform poliéderekkel és parkettázásokkal, amelyek a hiperbolikus síkon folytatódnak:
| Szimmetria *n42 [n,4]    | Gömbi          | Gömbi         | Euklideszi     | Hiperbolikus... | Hiperbolikus... | Hiperbolikus... | Hiperbolikus... | Hiperbolikus... |
| Szimmetria *n42 [n,4]    | *242 [2,4] D4h | *342 [3,4] Oh | *442 [4,4] P4m | *542 [5,4]      | *642 [6,4]      | *742 [7,4]      | *842 [8,4]...   | *∞42 [∞,4]      |
| ------------------------ | -------------- | ------------- | -------------- | --------------- | --------------- | --------------- | --------------- | --------------- |
| Csonkított alakzatok     | 4.4.4          | 4.6.6         | 4.8.8          | 4.10.10         | 4.12.12         | 4.14.14         | 4.16.16         | 4.∞.∞           |
| Uniform duális alakzatok |                |               |                |                 |                 |                 |                 |                 |
| n-kisz alakzatok         | V4.4.4         | V4.6.6        | V4.8.8         | V4.10.10        | V4.12.12        | V4.14.14        | V4.16.16        | V4.∞.∞          |

Mindezek oktaéderes szimmetriájúak.

### Kapcsolatai más poliéderekkel

Kocka és duálisa

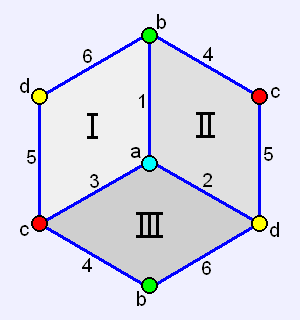
A félkocka egy szabályos projektív test

- A kocka egy tetszőleges csúcsát összekötve az ebben a csúcsban összefutó négyzetlapok nem szomszédos csúcsaival, szabályos tetraédert kapunk. Egy ilyen tetraéder térfogata a kocka térfogatának egyharmadát teszi ki. A maradék négy  egybevágó, nem szabályos gúla (szintén tetraéder) térfogata egyenként a kocka térfogatának hatoda.
- A kocka csúcsai ily módon két, egymáshoz képest középpontosan szimmetrikus szabályos tetraédert határoznak meg. (Ezek metszete oktaéder.)
- A kocka hat négyzet alapú gúlára osztható úgy, hogy szimmetriaközéppontját a csúcsokkal összekötő szakaszok mentén szétvágjuk. Ha ezeket egy másik kocka lapjaihoz illesztjük, akkor rombododekaédert kapunk.

A kocka dodekaéderbe írható úgy, hogy a kocka csúcsai a dodekaéder csúcsaira illeszkednek, és a kocka élei a dodekaéder lapátlói.
- Az antipodális leképezés egy félkockát ad, ami egy projektív poliéder.

A kocka több általánosabb poliédernek is speciális esete:
| Név                             | Egyenlő élhosszak | Egyenlő élek | Derékszögek |
| ------------------------------- | ----------------- | ------------ | ----------- |
| Kocka                           | igen              | igen         | igen        |
| Romboéder                       | igen              | igen         | nem         |
| Kuboid                          | nem               | igen         | igen        |
| Paralelepipedon                 | nem               | igen         | nem         |
| Általános négyszöglapú hexaéder | nem               | nem          | nem         |

A kocka topológiai kapcsolatban áll a 3 csúcsalakzatú gömbi poliéderekkel és parkettázásokkal:
| Gömbi poliéderek | Szabályos poliéderek | Szabályos poliéderek | Szabályos poliéderek | Euklideszi | Hiperbolikus parketták | Hiperbolikus parketták | Hiperbolikus parketták | Hiperbolikus parketták |
| ---------------- | -------------------- | -------------------- | -------------------- | ---------- | ---------------------- | ---------------------- | ---------------------- | ---------------------- |
| {2,3}            | {3,3}                | {4,3}                | {5,3}                | {6,3}      | {7,3}                  | {8,3}                  | ...                    | (∞,3)                  |

A kocka kapcsolódik a négyzetes parkettázásokhoz is, amelyek a hiperbolikus síkon folytathatók: {4,p}, p=3,4,5...
| {4,3} | {4,4} | {4,5} | {4,6} | {4,7} | {4,8} | ... | {4,∞} |

A kocka a rombikus poliéderek és csempézések azon sorozatába is beletartozik, amelynek szimmetriája az [n,3] Coxeter-csoport. A kocka tekinthető rombikus hexaédernek, ahol a rombuszok négyzetek.
| Szimmetria *n32 [n,3]                     | Gömbi         | Gömbi         | Gömbi         | Euclidean      | Hiperbolikus parketta | Hiperbolikus parketta | Hiperbolikus parketta |
| Szimmetria *n32 [n,3]                     | *332 [3,3] Td | *432 [4,3] Oh | *532 [5,3] Ih | *632 [6,3] p6m | *732 [7,3]            | *832 [8,3]            | *∞32 [∞,3]            |
| ----------------------------------------- | ------------- | ------------- | ------------- | -------------- | --------------------- | --------------------- | --------------------- |
| Félig szabályos alakzatok Konfiguráció]   | 3.3.3.3       | 3.4.3.4       | 3.5.3.5       | 3.6.3.6        | 3.7.3.7               | 3.8.3.8               | 3.∞.3.∞               |
| Duaális (rombikus) alakzatok Konfiguráció | V3.3.3.3      | V3.4.3.4      | V3.5.3.5      | V3.6.3.6       | V3.7.3.7              | V3.8.3.8              | V3.∞.3.∞              |

A kocka négyzet alapú hasáb:
| Szimmetria         | 3 | 4 | 5 | 6 | 7 | 8 | 9 | 10 | 11 | 12 |
| ------------------ | - | - | - | - | - | - | - | -- | -- | -- |
| Kép                |   |   |   |   |   |   |   |    |    |    |
| Gömbi poliéderként |   |   |   |   |   |   |   |    |    |    |
| Kép                |   |   |   |   |   |   |   |    |    |    |

Trigonális trapezoéderként a kocka beletartozik a hatszöges diéderszimmetriájú poliéderek családjába.
| Szimmetria: diéder [6,2], (*622) | Szimmetria: diéder [6,2], (*622) | Szimmetria: diéder [6,2], (*622) | Szimmetria: diéder [6,2], (*622) | Szimmetria: diéder [6,2], (*622) | Szimmetria: diéder [6,2], (*622) | Szimmetria: diéder [6,2], (*622) | [6,2]+, (622) | [1+,6,2], (322) | [6,2+], (2*3) |
| -------------------------------- | -------------------------------- | -------------------------------- | -------------------------------- | -------------------------------- | -------------------------------- | -------------------------------- | ------------- | --------------- | ------------- |
|                                  |                                  |                                  |                                  |                                  |                                  |                                  |               |                 |               |
| {6,2}                            | t{6,2}                           | r{6,2}                           | 2t{6,2}=t{2,6}                   | 2r{6,2}={2,6}                    | rr{6,2}                          | tr{6,2}                          | sr{6,2}       | h{6,2}          | s{2,6}        |
| Uniform duálisok                 |                                  |                                  |                                  |                                  |                                  |                                  |               |                 |               |
|                                  |                                  |                                  |                                  |                                  |                                  |                                  |               |                 |               |
| V62                              | V122                             | V62                              | V4.4.6                           | V26                              | V4.4.6                           | V4.4.12                          | V3.3.3.6      | V32             | V3.3.3.3      |

| Három kocka | Öt kocka |

### Térkitöltések
A tér 28 konvex uniform rácsszerkezete közül 9 kapcsolódik a kockához:
| Kockarács             | Csonkított négyzetes hasáb térrács | Snub négyzetes hasáb térrács | Hosszú háromszöges hasáb térrács  | Forgatva nyújtott háromszöges hasáb térrács |
|                       |                                    |                              |                                   |                                             |
| Cantellated kockarács | Élcsonkított kockarács             | Runcitruncated kockarács     | Runcinated alternated kockarács · |                                             |
|                       |                                    |                              |                                   |                                             |

### Merőleges vetületei
A kockának négy merőleges vetülete van, aminek középpontja csúcs, élfelező, lapközéppont és a csúcsalakzatának normálisa. Az első és a harmadik rendre megfelel az A2 és a B2 Coxeter-síkoknak.
| Középpont            | Lap | csúcs |
| -------------------- | --- | ----- |
| Coxeter-sík          | B2  | A2    |
| Projektív szimmetria | [4] | [6]   |
| Nézetek              |     |       |

## Általánosítása
A kocka tetszőleges dimenziós analogonjait szintén kockának nevezik. Ezek is szabályos politópok. Az n dimenziós kockának {\displaystyle 2^{n-k}{n \choose k}} darab k dimenziós határoló lapja van. Speciálisan,
- egydimenziós kocka (szakasz): 2 csúcs, 1 él
- kétdimenziós kocka (négyzet): 4 csúcs, 4 él, 1 lap
- négydimenziós kocka (tesszerakt): 16 csúcs, 32 él, 24 lap, 8 térlap
- n dimenziós kocka: {\displaystyle 2^{n}} csúcs, {\displaystyle n} {\displaystyle 2^{n-1}} él, {\displaystyle (n^{2}-n)} {\displaystyle 2^{n-3}} lap, {\displaystyle n\left({\frac {n^{2}+2}{3}}-n\right)*2^{n-4}} térlap, és {\displaystyle 2n} oldal

Az n dimenziós kocka egy modellje az Rn vektortérbeli In egységkocka.
Az egységkocka
- {\displaystyle I^{n}=\left\{(x_{1},\dots ,x_{n})\mid 0\leq x_{i}\leq 1\right\}}
- {\displaystyle I^{n}=[0,1]\times \cdots \times [0,1]}, az egységintervallum n-szeres Descartes-szorzata
- a 2n csupa 0 - 1 koordinátájú pont konvex burka
- a 2n {\displaystyle x_{i}\geq 0} és a {\displaystyle x_{i}\leq 1} alakú féltér metszete

Az egységkocka élhossza 1, élei párhuzamosak a koordinátatengelyekkel, és egyik csúcsa az origó.
A kocka egy másik modellje az a kocka, aminek csúcsai a (±1, ±1,… ±1) Descartes-koordinátájú pontok. Ennek a belseje azokból a pontokból áll, amik összes koordinátájára −1 < x i < 1.
A kocka öt négy dimenziós uniform politópot határol:
| Tesszerakt, hiperkocka | Cantellated 16-cella | Runcinated tesszerakt | Cantitruncated 16-cella | Runcitruncated 16-cella |
|                        |                      |                       |                         |                         |

## A kombinatorikában
Egy másik fajta kocka a kockagráf. Ennek csúcsai a kocka csúcsainak, élei a kocka éleinek felelnek meg. Általánosítása a hiperkockagráf.
Egy másik általánosítás a háromdimenziós Hamming-gráf. A kockagráf a d = 2 esetnek felel meg.
A Hamming-gráfokat és a hiperkocka gráfokat a párhuzamos programozásban használják ahhoz, hogy az egyes processzorok elég jól össze legyenek kötve, és az elméletek számára is könnyen kezelhető architektúrát adjanak.
Legyen S q elemű halmaz, és d pozitív egész.
A H(d,q) Hamming-gráf csúcsai az S halmaz elemeinek d-esei. Két csúcs szomszédos akkor és csak akkor, ha egy koordinátában különböznek.

## Előfordulása, alkalmazásai

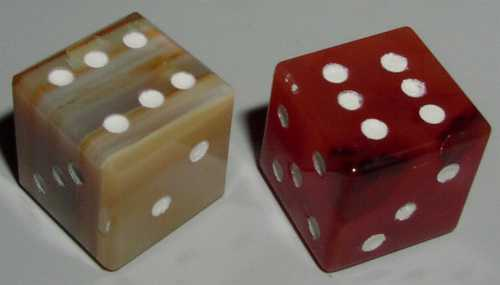
Dobókockák (K6)

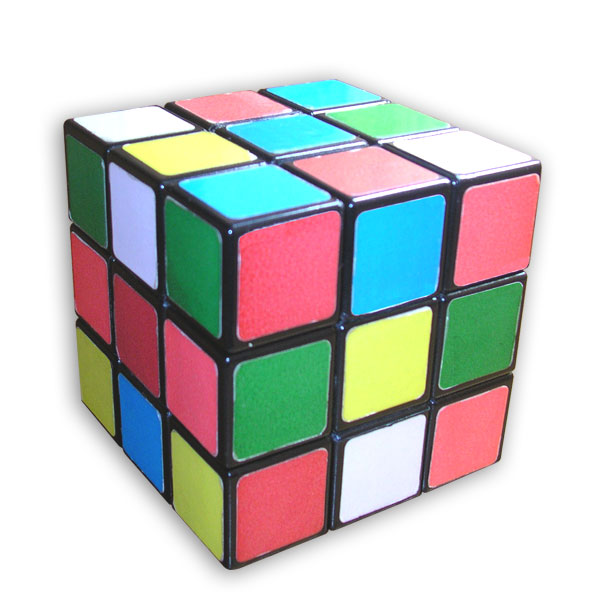
Rubik-kocka

- A kubán nevű szerves vegyület váza kocka alakú. Erről is kapta a nevét (angol: cube).
- Legismertebb alkalmazása a hagyományos dobókocka. A szerepjátékokban, ahol más dobótesteket is használnak, K6 néven emlegetik.
- Rubik Ernő világhírű találmánya szintén kocka alakú.
- A köznyelvben a kétdimenziós, négyzethálós mintát is kockásnak nevezik. Például kockás füzet, kockás ing, kockás piton.